# Ujgurski jezik

Ujgurski jezik (ISO 639-3: uig; uighuir, uighur, uiguir, uigur, uygur, weiwuer, wiga), jezik istočnoturkijske skupine altajskih jezika, kojim govori oko 8 788 690 ljudi u Kini, Kazahstanu, Afganistanu (3 000), Mongoliji 1 000 (1982). i azijskom dijelu Turske 500 (1981).
Većina govornika (Ujguri), živi u Kini 8 400 000 (popis 2000.), a znatno manje u Kazahstanu 300 000 (1993.). Ima više dijalekata centralnoujgurski, hotan (hetian) i lop (luobu) u Kini; tarančski ili kulja u Afganistanu i Kazahstanu, njime govore Taranči; kashgar-yarkand, također u Afganistanu i Kazahstanu.
U Turskoj se ujgurski govori u regijama Kayserija i Istanbula. U Mongoliji se kulturno asimiliraju u Halha Mongole.
Svoj jezik Ujguri zovu Уйғур /ئۇيغۇر (ujġgur / uyghur).

## Vanjske poveznice
- Wikipedija na ujgurskom jeziku
- ujgursko-engleski rječnik  Arhivirana inačica izvorne stranice od 10. veljače 2020. (Wayback Machine)
- ujgursko-engleski rječnik  Arhivirana inačica izvorne stranice od 18. listopada 2015. (Wayback Machine)
- ujgursko-kineski rječnik
- Ujgursko-arapsko pismo
- Ethnologue (14th)
- Ethnologue (15th)